# Daisuke Nakaharai
Daisuke Nakaharai (中払 大介 Nakaharai Daisuke?), född 22 maj 1977 i Shizuoka prefektur, är en japansk före detta fotbollsspelare.
Nakaharai började sin karriär 1996 i Avispa Fukuoka. 2002 flyttade han till Kyoto Purple Sanga (Kyoto Sanga FC). Med Kyoto Purple Sanga vann han japanska cupen 2002. Han gick tillbaka till Avispa Fukuoka 2008. Han avslutade karriären 2009.